# Delaware City
Delaware City é uma cidade localizada no estado americano de Delaware, no condado de New Castle. Foi fundada em 1826. É uma pequena cidade portuária no terminal do Canal de Chesapeake e Delaware e é o local da travessia de balsa Forts Ferry Crossing para Fort Delaware na Ilha Pea Patch. Com quase 2 mil habitantes, de acordo com o censo nacional de 2020, é a 24ª localidade mais populosa do estado.

## Geografia
De acordo com o Departamento do Censo dos Estados Unidos, a cidade tem uma área de 5 km², dos quais 4,8 km² estão cobertos por terra e 0,2 km² (xxx%) por água.

### Localidades na vizinhança
O diagrama seguinte representa as localidades num raio de 16 km ao redor de Delaware City. 

## Demografia
Desde 1900, o crescimento populacional médio, a cada dez anos, é de 5,1%.

### Censo 2020
Segundo o censo nacional de 2020, a sua população é de 1 885 habitantes e sua densidade populacional de 391,2 hab/km². Seu crescimento populacional na última década foi de 11,2%, acima do crescimento estadual de 10,2%. É a 24ª cidade mais populosa do estado.
Possui 797 residências que resulta em uma densidade de 165,4 residências/km² e um aumento de 7,6% em relação ao censo anterior. Deste total, 6,3% das unidades habitacionais estão desocupadas. A média de ocupação é de 2,5 pessoas por residência.
A renda familiar média é de 61 141 dólares e a taxa de emprego é de 52,9%.

## Marcos históricos
O Registro Nacional de Lugares Históricos lista seis marcos históricos em Delaware City. O primeiro marco foi designado em 16 de dezembro de 1971 e o mais recente em 28 de outubro de 1999, o Distrito Histórico de Fort Dupont.

## Economia
A cidade fica perto da Refinaria de Petróleo Delaware City, pertencente à PBF Energy.